# Kurt Atterberg
Kurt Magnus Atterberg (Göteborg, Zweden, 12 december 1887 - Stockholm, 15 februari 1974) was een Zweeds componist, dirigent en muziek-criticus.

## Levensloop
In Göteborg kreeg Atterberg celloles. Hij volgde een uitgebreide opleiding aan de Kungliga Tekniska högskolan (Koninklijk Instituut voor Technologie) in Stockholm en studeerde in 1912 af als ingenieur. Vervolgens kreeg hij in 1912 een baan bij het Patent- och registreringsverket (Koninklijk Zweeds Octrooibureau), werd in 1936 afdelingschef en werkte er tot zijn 81e jaar in 1968. 
Hij studeerde van 1910 tot 1911 aan de Kungliga Musikhögskolan te Stockholm in de compositie- en instrumentatieklas van Andreas Hallen. Als componist was hij vooral autodidact. Van 1916 tot 1922 was hij dirigent aan het Kungliga Dramatiska Teatern (Koninklijk Dramatheater) in Stockholm. Hij behoorde tot de oprichters van de Föreningen svenska tonsättare (Zweedse Vereniging van Componisten) en was daarvan van 1924 tot 1943 voorzitter en bestuurder. In 1947 werd hij erevoorzitter. Verder was hij van 1940 tot 1953 secretaris van de Kungliga Musikaliska Akademien (Koninklijke Zweedse Muziek-Academie) en bestuurslid van de Zweedse zustervereniging van de Buma/Stemra van 1924 tot 1943. Van 1919 tot 1957 was hij ook muziekcriticus voor het dagblad Stockholmstidningen. Omdat hij zich sterk inzette voor vriendschapsbanden met nazi-Duitsland, was hij in de Tweede Wereldoorlog omstreden.
Toen in 1928 de honderdste sterfdag van Schubert werd gevierd, schreef de platenmaatschappij Columbia een wedstrijd uit voor het schrijven van een symfonie 'in de geest van" de Onvoltooide symfonie van Schubert. Atterberg zond zijn Zesde symfonie in, won de eerste prijs en ontving daarvoor het bedrag van $10,000. De symfonie draagt sindsdien de bijnaam Dollar-symfonie en werd opgenomen door de wereldberoemde dirigenten Sir Thomas Beecham and Arturo Toscanini.
In Atterbegs compositorisch werk valt vooral het romantische element op. Zijn opera's zijn vrijwel van het podium verdwenen, maar zijn symfonieën worden regelmatig uitgevoerd.
In 1936 ontving Atterberg de Zweedse koninklijke onderscheiding Litteris et Artibus.

## Composities

### Werken voor orkest
Symfonieën
- 1909-1911 Symfonie nr. 1 b-kl.t., opus 3
- 1909-1911 Symfonie nr. 2 F-gr.t., opus 6
- 1914-1916 Symfonie nr. 3 (Västkustbilder) in D , opus 10
- 1918 4e Symfonie - "Sinfonia piccola" g-kl.t. (byggd på svenska folkmotiv), opus 14
- 1919-1922 Symfonie nr. 5 (Sinfonia funèbre) d-kl.t., opus 20
- 1927-1928 6e Symfonie - "Dollarsymfonie" C-gr.t., opus 31
- 1942 Symfonie nr 7 "Sinfonia romantica", opus 45
- 1944 Symfonie nr. 8 in e-kl.t. (på svenska folkmotiv), opus 48
- 1955-1956 Symfonie nr. 9 - "Sinfonia visionaria", voor solisten, koor en orkest, opus 54

Concerten
- 1909 Rhapsodie opus 1 voor piano en orkest
- 1913 Concert voor viool e-mineur en orkest, opus 7
- 1922 Concert voor cello c-mineur en orkest, opus 21
- 1926 Concert voor hoorn A-majeur en orkest, opus 28
- 1935 Concert voor piano bes-mineur en orkest, opus 37
- 1959-1960 Dubbelconcert voor viool en cello en strijkorkest, opus 57

Ouvertures
- 1910 (Concert-)Ouverture in a-kl.t., voor orkest, opus 4
- 1940 Konsertuvertyr i populär stil, voor orkest, opus 41

Suites
- 1913 Suite nr 1 "Orientale"
- 1915 Suite nr 2  "Fem stycken", voor kamerorkest
- 1917 Suite nr. 3 voor viool, altviool en strijkorkest, opus 19 Nr. 1
- 1921/1936 Stormen-suite nr 1 Svit ur Stormen voor orkest, opus 18
  1. Preludium: Stormen
  2. Ferdinand och Miranda
  3. På den förtrollade ön
  4. Ariel sjunger och dansar
  5. Bröllopsmusik
- 1923 Suite nr. 5: Barocco, voor fluit, hobo, klarinet en strijkers, opus 23
- 1925 Suite nr 6 "Orientalisk legend", voor fluit, hobo, klarinet, slagwerk, piano en strijkorkest, opus 30
- 1926 Suite nr 7, voor strijkorkest, opus 29
- 1931 Suite nr. 8: Suite pastorale in modo antico, voor klein orkest, opus 34
- 1944 Suite nr 9 "Suite drammatica", voor kamerorkest, opus 47
- 1964-1965 Stormen-suite nr 2, voor orkest, opus 59

Andere orkestwerken
- 1925 Rondeau retrospectif, voor orkest, opus 26
- 1929 Älven – från fjällen till havet symfonisch gedicht voor orkest, opus 33
- 1933 Een Värmlandse rapsodie naar Zweedse volksmotieven vanuit de regio van Gösta Berling, opus 36
- 1935 Ballade und Passacaglia über ein Thema im schwedischen Volkston, voor orkest, opus 38
- 1939-1940 Rondeau caracteristique, voor orkest, opus 42
- 1941 Aladin - vijf stukken uit Aladin, voor orkest, opus 43
- 1941 Aladin-ouverture, voor orkest, opus 44
- 1950 Indian tunes voor orkest, opus 51
- 1957 Svensk sommarfest voor kamerorkest
- 1958 Ballade zonder woorden voor orkest, opus 56
- 1962 Vittorioso voor orkest, opus 58

### Werken voor harmonieorkest
- 1914-1915 Per Svinaherde - Prinsens frieri
- 1934-1938 Marcia trionfale della bella Lucia
- 1938 Kungahyllning voor harmonieorkest, opus 40
- 1973 De fåvitska jungfrurna Rapsodie voor harmonieorkest (Arr.: Gösta Morberg)
- Bäckahästen - Midsommardanser  opus 24
- Marche solenelle
- Polonaise solennele
- Concerto per violino, violoncello e banda

### Werken voor muziektheater
Opera's
| Voltooid in | titel                             | aktes       | première        | libretto                                                                                    |
| ----------- | --------------------------------- | ----------- | --------------- | ------------------------------------------------------------------------------------------- |
| 1919        | Härvard Harpolekare, op. 12       | 2 akte      | 1919, Stockholm | van de componist                                                                            |
| 1923-1924   | Bäckahästen (Wagenpaard), opus 24 | 4 aktes     | 1925, Stockholm | Anders Österling                                                                            |
| 1929-1934   | Fanal - Flammendes Land, opus 35  | 3 bedrijven | 1934, Stockholm | Oscar Ritter Ignaz Michael Welleminsky                                                      |
| 1937-1941   | Aladin, opus 43                   | 3 aktes     | 1941, Stockholm | Bruno Hardt-Warden en Ignaz Michael Welleminsky, naar het sprookje uit Duizend-en-een-nacht |
| 1946-1947   | Stormen - De Storm, opus 49       | 7 taferelen | 1948, Stockholm | William Shakespeare                                                                         |

Balletten
| Voltooid in | titel                           | aktes     | première | libretto                                  | choreografie |
| ----------- | ------------------------------- | --------- | -------- | ----------------------------------------- | ------------ |
| 1920        | De fåvitska jungfrurna, opus 17 | 1 bedrijf |          | Bijbel, Evangelie volgens Matteüs 25:1-13 |              |

### Vocale muziek
Met orkest
- 1911-1913 Det är sabbatsdag i bygden voor bariton en orkest, opus 5 - tekst: Olof Thunman
- 1913-1914 Svarta svanor - Sång voor bariton of sopraan en orkest - tekst: Carl Snoilsky
- 1917 Härvard Harpolekare - Tre sånger voor bariton en orkest, opus 12

Koorwerken
- 1917 Ave maris stella voor gemengd koor
- 1925 Sången koorballade voor sopraansolo, altsolo (ad lib), gemengd koor orkest, piano en vibrafoon, opus 25, op tekst van Olof Thunman
- Biskop Thomas' frihetssång voor gemengd koor

Cantates en geestelijke muziek
- 1914 Requiem cantate, voor gemengd koor, orgel en orkest,  opus 8, op tekst van Gustav Schlyter
- 1919 Järnbäraland voor alt, bariton, gemengd koor en orkest, opus 16, op tekst van Hugo Tigerschiöld
- 1928 Sverige (Zweden) voor gemengd koor en orkest, opus 32, op tekst vanAxel Juel
- 1928 Sångens land voor gemengd koor en orkest, opus 32, op tekst van Ture Rangström

### Kamermuziek
- 1905 Reverence à Bach voor twee celli
- 1916 Strijkkwartet al dan niet aangeduid met nr. 2
- 1920 Suite nr 4 "Suite chinoise" opus 19.2 voor strijkkwartet
- 1925 Sonata voor violoncello (of viool, of altviool, of hoorn) en pianoforte, opus 27
- 1944 Variationer och fuga - över ett tema med lustig text (Bellman) voor strijkkwartet, opus 46
- 1950 Sorgmarch - "Hans Maj:t Gustav V in memoriam" voor hoornkwartet

### Orgelmuziek
- 1916 Marche solennelle - Bröllopsmarsch voor orgel
- 1917 Preludium och fuga voor orgel

### Pianomuziek
- 1925 Rondeau retrospectif voor 4-handige piano, opus 26
- 1917 Syster Beatrice - Valse "Fantome" voor piano
- Höstballader - Herbstballaden - Ballades d'automne voor piano, opus 15 (I. = h-kl.t. en II = c-kl.t.)

## Cd-opnamen
Het Duitse cd-label CPO heeft alle symfonieën opgenomen plus het pianoconcert.
- CPO 999 639-2 (symfonieën no. 1 en 4)
- CPO 999 565-2 (symfonieën no. 2 en 5)
- CPO 999 640-2 (symfonieën no. 3 en 6)
- CPO 999 641-2 (symfonieën no. 7 en 8)
- CPO 999 913-2 (symfonie no. 9 en Älven - symfonisch gedicht)
- CPO 999 732-2 (Pianoconcert; Rhapsodie; Ballade en Passacaglia)

Opnames van de suites voor orkest komen ook op de markt.
Het Zweedse cd-label Sterling heeft enkele symfonieën en het vioolconcert opgenomen.

## Publicaties
- Berwald och banaliteten, Musikrevy. 23 (1968), S. 269-270.

- Bibsys: 99006743
- Biblioteca Nacional de España: XX5108390
- Bibliothèque nationale de France: cb13890950v (data)
- CiNii: DA07583337
- Gemeinsame Normdatei: 119429292
- International Standard Name Identifier: 0000 0000 8350 7958
- Library of Congress Control Number: n82063158
- Nationale Bibliotheek van Letland: 000042854
- MusicBrainz: 0b607587-9e4e-4ff9-b200-af563678ae2f
- Bibliotheek van het Japanse parlement: 01179886
- Nationale Bibliotheek van Tsjechië: xx0045377
- Nationale bibliotheek van Australië: 35990791
- Nationale Bibliotheek van Israël: 987007408554205171
- Nederlandse Thesaurus van Auteursnamen: 071027211
- Istituto Centrale per il Catalogo Unico: PUVV304991
- LIBRIS: 213888
- SNAC: w6bc505v
- Système universitaire de documentation: 172250765
- Trove: 1175914
- Virtual International Authority File: 2655400
- WorldCat: E39PBJmXGD4gfyJQ68j9yQbPQq